# Маляров, Кирилл Анатольевич
Кири́лл Анато́льевич Маляро́в (род. 7 марта 1997, Москва) — российский футболист, защитник ярославского «Шинника»

## Клубная карьера
Воспитанник футбольной академии московского «Спартака». Первым тренером был Виктор Петрович Кечинов. Затем перебрался в молодёжную команду нижегородской «Волги». В 2015 году дебютировал в её составе в первенстве Футбольной национальной лиги. В первом туре с «Енисеем» Маляров вышел в стартовом составе и на 85-й минуте был заменён на Искандара Джалилова. 7 апреля 2016 года забил свой первый гол в карьере, отличившись на 87-й минуте матча с «Байкалом» и установив окончательный счёт встречи 4:1. Всего в сезоне принял участие в 24 встречах. В таблице «Волга» заняла 10-е место, но по окончании чемпионата руководством было принято решение о расформировании клуба.
24 июня 2016 года перешёл в «Динамо», подписав контракт на три года. За основной состав столичного клуба Маляров не играл, выступая за вторую команду в зоне «Запад» первенства ПФЛ. Первую игру в турнире сыграл 4 августа против владимирского «Торпедо» (1:0).
В июле 2017 года вернулся в Нижний Новгород, перейдя в «Олимпиец». Дебютировал за основной состав команды 5 августа в игре с «Шинником». Маляров вышел в стартовом составе и в перерыве был заменён на Владимира Гогберашвили. За клуб отыграл один сезон, приняв в общей сложности 27 матчей во всех турнирах и забив один гол.
Следующий сезон Маляров начал игроком «Ротора». Главный тренер команды Роберт Евдокимов рассчитывал на защитника как на игрока основного состава. Первую игру провёл 17 июля 2018 года на выезде против «Чертаново».
В августе 2019 года подписал пятилетний контракт с «Ростовом», выступающим в Премьер-лиге. За жёлто-синих впервые сыграл 25 сентября в матче 1/16 финала Кубка России с «Мордовией». Маляров вышел в стартовом составе и на 77-й минуте был заменён на Бахтияра Зайнутдинова. Это был единственный матч защитника за «Ростов». Маляров 12 раз попадал в заявку команды на матчи чемпионата России, но на поле так и не вышел. В конце января 2020 года по обоюдному согласию клуб и игрок расторгли контракт.
3 апреля 2020 года перебрался в Белоруссию, заключив контракт с «Белшиной», выступающей в Высшей лиге. Первую игру сыграл 10 апреля с «Неманом». За 10 минут до окончания встречи заменил Леонида Ковеля. 1 июля 2020 года на правах свободного агента вернулся в «Нижний Новгород». В сезоне 2020/21 вместе с командой стал бронзовым призёром ФНЛ и вышел в РПЛ, однако покинул клуб, так как стороны не смогли договориться о продлении контракта.
25 января 2022 года отправился в Казахстан, став игроком «Шахтёра». За клуб из Караганды провёл 11 матчей и не отметился результативными действиями. 29 июня 2022 года на правах свободного агента перешёл в «Балтику». Дебютировал за новую команду 17 июля 2022 года, в игре против «Велеса» (2:1). Первый гол забил 24 июля 2022 года в ворота «Волгаря» (3:1). По итогам сезона 2022/23 «Балтика» заняла второе место в Первой лиге и вышла в РПЛ. Маляров принял участие в 33 матчах и набрал 9 очков по системе «гол+пас». 5 декабря 2024 года контракт с «Балтикой» был расторгнут по соглашению сторон.
В январе 2025 года стал игроком нижнекамского «Нефтехимика», но уже 12 июня контракт был расторгнут по соглашению сторон.
15 июня 2025 года стал игроком ярославского «Шинника».

## Карьера в сборной
В марте 2016 года в составе юношеской сборной России принял участие в трёх матчах элитного раунда отборочного турнира к чемпионату Европы.

## Личная жизнь
Отец Анатолий Маляров после окончания карьеры футболиста работал футбольным судьей, арбитр ФИФА, позже — футбольный инспектор. Старший брат Никита также футболист, выступает на позиции полузащитника.

## Достижения
«Нижний Новгород»
• Бронзовый призер Первой лиги: 2020/21
«Балтика»
- Серебряный призёр Первой лиги: 2022/23
- Серебряный призер Кубка России: 2023/24
- Чемпион Первой лиги: 2024/25